# Zubaida Tharwat
Zubaida Ahmed Tharwat (em árabe: زبيدة أحمد ثروت) (Alexandria, 14 de junho de 1940 – Cairo, 13 de dezembro de 2016) foi uma atriz egípcia, que era conhecida por ter "os olhos mais bonitos do cinema clássico egípcio".

## Filmografia

### Cinema
| Ano  | Título                                                      | Papel   |
| ---- | ----------------------------------------------------------- | ------- |
| 1956 | Dalela                                                      |         |
| 1956 | Hekayt 3 Banat                                              | Shahira |
| 1957 | El-Malak el-Sagheir                                         | Doha    |
| 1957 | Nessa' fi Hayati                                            | Sanaa'  |
| 1958 | Bent 17                                                     | Safaa'  |
| 1959 | A'ashat lelhob                                              | Zeinab  |
| 1959 | Shams La Tagheeb                                            | Soha    |
| 1959 | Ehtrsi mn el-Hob                                            | Laila   |
| 1960 | Eni Atahem                                                  |         |
| 1961 | Yum mn omri (Um dia na minha vida)                          | Nadya   |
| 1961 | Nesf Azraa'                                                 | Zeinab  |
| 1961 | Fi Baituna Ragol (Há um homem na nossa casa)                | Nawal   |
| 1962 | Salwa fi mahab el-reeh                                      | Salwa   |
| 1969 | Zawga Ghayoora Gedan                                        | Fatma   |
| 1969 | Kaifa ttakhalas mn zawgatak                                 | Fatma   |
| 1970 | El-Hob El-Daea'                                             | Samya   |
| 1970 | Ana we Zawgaty we el-Sekerteira (Minha mulher e secretária) | Hala    |
| 1971 | Hadest Sharaf                                               |         |
| 1973 | Shams w Dabab                                               |         |
| 1973 | Zaman Ya Hob                                                | Abeer   |
| 1973 | El-Ragol Al-Akhar                                           |         |
| 1974 | Al-Ahdan Al-Dafe'a                                          | Madiha  |
| 1975 | Habebe Magnon Gdn                                           |         |
| 1975 | El-Moznbon                                                  | Mona    |
| 1975 | La Shy' yohem                                               |         |
| 1976 | El-Hob el-Haram                                             | Aydaa   |
| 1976 | Lkaa' Honak                                                 | Laila   |
| 1977 | Zahret el-Banafseg                                          | Hayaat  |
| 1981 | People on the Top                                           | Seham   |